# Frostpunk 2
Frostpunk 2 est un jeu vidéo de survie et de construction de villes développé et publié par 11 Bit Studios. Se déroulant 30 ans après le jeu original, Frostpunk 2 demande aux joueurs de construire et de gérer une ville après un hiver volcanique mondial et de faire des choix moralement et politiquement controversés pour assurer sa survie. Le jeu est sorti sur Microsoft Windows, PlayStation 5 et Xbox Series le 20 septembre 2024.

## Système de jeu
Comme son prédécesseur, Frostpunk 2 est un jeu vidéo de survie et de construction de villes. Se déroulant à New London 30 ans après la "Grande Tempête" du jeu original, le jeu explore les conséquences de l'avènement de l'industrie pétrolière. Contrairement au jeu original, Frostpunk 2 permet aux joueurs de construire une ville beaucoup plus grande. Les joueurs peuvent désormais construire des quartiers à la place. Chaque quartier remplit une fonction particulière, comme fournir de la nourriture, de l'énergie ou un abri. Des bâtiments spécifiques peuvent être placés dans chaque quartier pour débloquer des fonctions supplémentaires. Cependant, chaque quartier coûte également des ressources aux joueurs, et les joueurs doivent planifier la conception de leurs villes avant de s'étendre sans fin.
Au fur et à mesure que la ville s'agrandit, le joueur rencontrera différentes factions qui ont souvent des idéaux contradictoires. Les joueurs peuvent accéder à l’arbre des idées pour étudier de nouvelles options de recherche. L'arbre des idées permet aux joueurs d'explorer différentes idées proposées par les différentes factions du jeu pour résoudre un problème. Adopter l'idée d'une faction peut vexer d'autres factions et communautés. Contrairement au premier jeu, les citoyens de New London sont davantage impliqués dans l'élaboration des politiques. Dans la salle du Conseil, 100 membres de la communauté, chacun représentant une certaine faction, voteront sur les lois proposées par le joueur. Les joueurs peuvent choisir de négocier avec différents membres du conseil, et ils doivent atteindre un certain seuil avant qu'une nouvelle loi puisse être adoptée. Cependant, la négociation exige que les joueurs fassent des promesses spécifiques pour l'avenir, et ne pas être en mesure de les respecter peut encore plus contrarier une certaine faction. Le temps passé dans le jeu se mesure en mois et en années. Au fur et à mesure que les joueurs progressent dans le jeu, des radicaux peuvent se développer au sein de chaque faction, et les joueurs doivent travailler pour contrer leur influence afin d'éviter que la ville ne sombre dans le chaos.
En plus de la campagne principale, le jeu propose également un mode bac à sable nommé "Utopia Builder". Il permet aux joueurs de choisir les communautés et factions de départ. L'équipe de développement a ajouté que le mode sandbox aura plus une valeur de rejouabilité que celui trouvé dans le jeu original.

## Développement
Semblable au premier jeu, Frostpunk 2 a été développé par 11 Bit Studios. Une équipe d'environ 70 personnes a travaillé sur le développement et la production du jeu. Alors que le jeu original consistait à endurer et à survivre à une apocalypse, la suite se concentrait davantage sur le maintien de la prospérité d'une ville, la construction d'un avenir meilleur et l'adaptation à un nouvel ensemble de défis et de circonstances. Selon le directeur du jeu Jakub Stokalski, même si les températures extrêmes et d'autres risques naturels peuvent toujours conduire à l'effondrement d'une ville, "la survie sociale est encore plus importante" et une mauvaise gestion de la population, et l'incapacité de satisfaire les demandes des différentes factions, peuvent conduire à des tensions et conflits". Stokalski a ajouté que "Frostpunk 2 repose vraiment sur cette observation selon laquelle nous ne pouvons nous rassembler pour surmonter les obstacles qui se dressent devant nous, et qu'en fin de compte, le plus grand ennemi est toujours la nature humaine". L’équipe s’est inspirée d’histoires de villes en reconstruction après une période de difficultés
11 Bit Studios a annoncé Frostpunk 2 en août 2021. Les premiers aperçus du jeu ont révélé le mode Utopia, un mode de construction bac à sable, car le studio s'attendait à ce qu'il devienne la fonctionnalité la plus demandée par la communauté. Le jeu sort sur Microsoft Windows le 20 septembre 2024. La sortie sur PlayStation 5 et Xbox Series est prévue pour 2025.

## Réception

### Ventes
Le 23 septembre 2024, trois jours après sa sortie, les développeurs d'11 bit révélaient que Frostpunk 2 s'était écoulé à 350 000 exemplaires et qu'il avait remboursé les coûts de production et de commercialisation. Une dizaine de jours après sa sortie, le jeu atteignait les 441 000 copies vendues, dont 53,7% pour l'édition Deluxe. En novembre 2024, 11 bit studios dévoile son bilan financier et en profite pour annoncer que Frostpunk 2 a franchi le demi-million de ventes, « dépass[a]nt légèrement » les prévisions de l'entreprise, selon le PDG Przemysław Marszał,.